# Ryuzo Hiraki
Ryuzo Hiraki (平木 隆三, Hiraki Ryuzo, Sakai, 7 oktober 1931 – Toyota, 2 januari 2009) was een Japans voetballer die als verdediger speelde.

## Clubcarrière
In 1951 ging Hiraki naar de Kwansei Gakuin University, waar hij in het schoolteam voetbalde. Nadat hij in 1957 afstudeerde, ging Hiraki spelen voor Yuasa Batteries. Hij tekende in 1958 bij Furukawa Electric. Hiraki veroverde er in 1960, 1961 en 1964 de Beker van de keizer. 1965 werd de ploeg opgenomen in de Japan Soccer League, de voorloper van de J1 League. Hiraki beëindigde zijn spelersloopbaan in 1966.

## Japans voetbalelftal
Hiraki debuteerde in 1954 in het Japans nationaal elftal en speelde dertig interlands, waarin hij één keer scoorde.

## Statistieken
| Japans voetbalelftal | Japans voetbalelftal | Japans voetbalelftal |
| Jaar                 | Wed.                 | Dlp.                 |
| -------------------- | -------------------- | -------------------- |
| 1954                 | 3                    | 0                    |
| 1955                 | 4                    | 0                    |
| 1956                 | 3                    | 0                    |
| 1957                 | 0                    | 0                    |
| 1958                 | 4                    | 0                    |
| 1959                 | 10                   | 1                    |
| 1960                 | 1                    | 0                    |
| 1961                 | 2                    | 0                    |
| 1962                 | 3                    | 0                    |
| Totaal               | 30                   | 1                    |